# 清水大暉
清水 大暉（しみず だいき、2006年7月17日 - ）は、群馬県渋川市出身のプロ野球選手（投手）。右投右打。北海道日本ハムファイターズ所属。

## 経歴

### プロ入り前
小学校1年生のときに『渋川エンジェルス』で野球を始め、渋川市立古巻中学校では軟式野球部でプレー。中学時代には渋川北群馬選抜に選ばれ、関東大会に出場した。
前橋商業高校では、入学直後の4月中旬に左膝半月板を損傷して手術を受け、リハビリは7か月に及んだ。2年春からベンチ入りすると、2年夏の群馬大会では抑えとして4試合に登板し、計8回を1失点に抑えてチーム13年ぶりとなる甲子園大会へ出場。甲子園では背番号11を付け、クラーク国際との初戦で8回から登板したが、味方の失策も絡んで2/3回で降板し、チームはこの回に5点を失って敗退した。新チームでは背番号1を付け、2年秋は明和県央との県予選準決勝で敗退。3年夏の群馬大会では前橋東との準々決勝で自己最速の149km/hを計測したが、3回4安打3四球2失点（自責点1）と制球に苦しんだ。健大高崎との決勝でも2者連続押し出し死球を与えるなど、4回1/3を4安打7四死球4失点でチームも敗退した。
2024年10月24日に開催されたドラフト会議にて、北海道日本ハムファイターズから4位指名を受けた。11月18日には契約金3500万円・年俸530万円（いずれも金額は推定）で仮契約を締結。12月8日に新入団会見が行われ、背番号は62と発表された。担当スカウトは高橋憲幸。

## 選手としての特徴
身長193cmから投げ下ろす角度のあるストレートが武器であり、最速は149km/hを計測。変化球はスライダー、カーブ、スプリットを投じる。

## 詳細情報

### 背番号
- 62（2025年[14] - ）